# Servette Football Club Chênois Féminin 2021-2022
Questa voce raccoglie le informazioni riguardanti il Servette Football Club Chênois Féminin nelle competizioni ufficiali della stagione  2021-2022.

## Divise e sponsor
| Casa | Trasferta |

## Organigramma societario
Area tecnica
- Allenatore: Eric Sévérac
- Allenatore in seconda: Jérémy Faug-Porret
- Allenatore portieri: Walter Rochat

## Rosa
Rosa, ruoli e numeri di maglia come da sito ufficiale e sito UEFA, aggiornati al 10 settembre 2021.
| N. |                       | Ruolo | Calciatrice     |
| -- | --------------------- | ----- | --------------- |
| 1  | Croazia (bandiera)    | P     | Gabriela Čutura |
| 2  | Svizzera (bandiera)   | D     | Laura Tufo      |
| 3  | Francia (bandiera)    | D     | Daïna Bourma    |
| 4  | Svizzera (bandiera)   | D     | Laura Felber    |
| 5  | Svizzera (bandiera)   | D     | Caroline Abbé   |
| 6  | Marocco (bandiera)    | C     | Élodie Nakkach  |
| 7  | Spagna (bandiera)     | A     | Jade Boho Sayo  |
| 8  | Svizzera (bandiera)   | C     | Sandy Maendly   |
| 9  | Canada (bandiera)     | A     | Alyssa Lagonia  |
| 12 | Portogallo (bandiera) | P     | Inês Pereira    |
| 13 | Australia (bandiera)  | D     | Tessa Tamplin   |
| 14 | Svizzera (bandiera)   | D     | Nathalia Spälti |

| N. |                       | Ruolo | Calciatrice         |
| -- | --------------------- | ----- | ------------------- |
| 15 | Spagna (bandiera)     | A     | Marta Peiró Giménez |
| 16 | Portogallo (bandiera) | D     | Mónica Mendes       |
| 17 | Svizzera (bandiera)   | P     | Laura Droz          |
| 19 | Spagna (bandiera)     | C     | Paula Serrano       |
| 20 | Polonia (bandiera)    | A     | Natalia Padilla     |
| 21 | Svizzera (bandiera)   | C     | Ilona Guede Redondo |
| 22 | Svizzera (bandiera)   | C     | Thaïs Hurni         |
| 23 | Francia (bandiera)    | A     | Léonie Fleury       |
| 24 | Francia (bandiera)    | D     | Amandine Soulard    |
| 29 | Svizzera (bandiera)   | C     | Tatiana Dumauthioz  |
| 33 | Portogallo (bandiera) | C     | Alyssa Grivaz       |
| 34 | Svizzera (bandiera)   | C     | Ines Sebayang       |

## Calciomercato

### Sessione estiva
| Acquisti | Acquisti            | Acquisti       | Acquisti   |
| R.       | Nome                | da             | Modalità   |
| -------- | ------------------- | -------------- | ---------- |
| D        | Tessa Tamplin       | Newcastle Jets | definitivo |
| C        | Ilona Guede Redondo | Young Boys     | definitivo |
| C        | Élodie Nakkach      | Digione        | definitivo |
| A        | Jade Boho           | Logroño        | definitivo |

| Cessioni | Cessioni             | Cessioni         | Cessioni   |
| R.       | Nome                 | a                | Modalità   |
| -------- | -------------------- | ---------------- | ---------- |
| P        | Fanny Keizer         | Verona           | definitivo |
| P        | Gaëlle Thalmann      | Betis            | definitivo |
| D        | Caroline Abbé        |                  | ritiro     |
| C        | Marianne Di Pasquale |                  | ritiro     |
| C        | Marie Duclos         |                  | ritiro     |
| C        | Valérie Gillioz      | Sion             | definitivo |
| C        | Yasmina Laaroussi    | Yverdon          | definitivo |
| C        | Marine Voirol        | Étoile Carouge   | definitivo |
| A        | Amira Arfaoui        | Bayer Leverkusen | definitivo |
| A        | Eliane Simoes Nzeza  | Yverdon          | definitivo |
| A        | Maeva Sarrasin       | Sion             | definitivo |
| A        | Chloé Warpelin       | Yverdon          | definitivo |

### Sessione invernale
| Acquisti | Acquisti          | Acquisti    | Acquisti   |
| R.       | Nome              | da          | Modalità   |
| -------- | ----------------- | ----------- | ---------- |
| D        | Michèle Schnider  | Lucerna     | definitivo |
| C        | Malena Ortíz      | Real Madrid | definitivo |
| A        | Francisca Cardoso | Heerenveen  | definitivo |

| Cessioni | Cessioni | Cessioni | Cessioni |
| R.       | Nome     | a        | Modalità |
| -------- | -------- | -------- | -------- |
|          |          |          |          |

## Risultati

### Women's Super League

#### Prima fase

##### Girone di andata
| Zurigo 12 agosto 2021, ore 19:30 CEST 1ª giornata                   | Zurigo    | 2 – 1 referto referto 2 | Servette Chênois | Stadio Letzigrund (350 spett.) |
| \| \| \| \| \| Terchoun 17’ Dubs 80’ \| Marcatori \| 19’ Maendly \| |           |                         |                  |                                |
|                                                                     |           |                         |                  |                                |
| Terchoun 17’ Dubs 80’                                               | Marcatori | 19’ Maendly             |                  |                                |

| Carouge 28 agosto 2021, ore 16:30 CEST 2ª giornata                                     | Servette Chênois | 3 – 1 referto referto 2 | Lugano 1976 | Stade de la Fontenette (204 spett.) |
| \| \| \| \| \| Boho 16’ Tonelli 39’ (aut.) Lagonia 44’ \| Marcatori \| 19’ Andreoli \| |                  |                         |             |                                     |
|                                                                                        |                  |                         |             |                                     |
| Boho 16’ Tonelli 39’ (aut.) Lagonia 44’                                                | Marcatori        | 19’ Andreoli            |             |                                     |

| Berna 12 settembre 2021, ore 13:30 CEST 3ª giornata               | Young Boys | 0 – 3 referto referto 2         | Servette Chênois | Sportpark Wyler Hauptplatz (260 spett.) |
| \| \| \| \| \| \| Marcatori \| 68’ Fleury 69’ Peiró 90’ Mendes \| |            |                                 |                  |                                         |
|                                                                   |            |                                 |                  |                                         |
|                                                                   | Marcatori  | 68’ Fleury 69’ Peiró 90’ Mendes |                  |                                         |

| Carouge 25 settembre 2021, ore 16:00 CEST 4ª giornata       | Servette Chênois | 2 – 0 referto | Aarau | Stade de la Fontenette (160 spett.) |
| \| \| \| \| \| Boho Sayo 72’ Hurni 90+1’ \| Marcatori \| \| |                  |               |       |                                     |
|                                                             |                  |               |       |                                     |
| Boho Sayo 72’ Hurni 90+1’                                   | Marcatori        |               |       |                                     |

| Yverdon-les-Bains 2 ottobre 2021, ore 18:15 CEST 5ª giornata                                 | Yverdon   | 1 – 4 referto                                 | Servette Chênois | Stadio municipale (250 spett.) |
| \| \| \| \| \| Bodenmann 2’ \| Marcatori \| 17’ Boho Sayo 64’ Bourma 69’ Felber 88’ Peiró \| |           |                                               |                  |                                |
|                                                                                              |           |                                               |                  |                                |
| Bodenmann 2’                                                                                 | Marcatori | 17’ Boho Sayo 64’ Bourma 69’ Felber 88’ Peiró |                  |                                |

| Carouge 17 ottobre 2021, ore 15:00 CEST 6ª giornata    | Servette Chênois | 0 – 2 referto        | Grasshopper | Stade de la Fontenette (212 spett.) |
| \| \| \| \| \| \| Marcatori \| 83’ Tenini 90’ Pápai \| |                  |                      |             |                                     |
|                                                        |                  |                      |             |                                     |
|                                                        | Marcatori        | 83’ Tenini 90’ Pápai |             |                                     |

| San Gallo 30 ottobre 2021, ore 16:00 CEST 7ª giornata            | San Gallo-Staad | 0 – 3 referto                  | Servette Chênois | Stadio Espenmoos (116 spett.) |
| \| \| \| \| \| \| Marcatori \| 9’ Tufo 51’, 73’ Padilla Bidas \| |                 |                                |                  |                               |
|                                                                  |                 |                                |                  |                               |
|                                                                  | Marcatori       | 9’ Tufo 51’, 73’ Padilla Bidas |                  |                               |

| Carouge 14 novembre 2021, ore 15:00 CET 8ª giornata                  | Servette Chênois | 3 – 0 referto | Basilea | Stade de la Fontenette (103 spett.) |
| \| \| \| \| \| Maendly 28’, 55’ Padilla Bidas 36’ \| Marcatori \| \| |                  |               |         |                                     |
|                                                                      |                  |               |         |                                     |
| Maendly 28’, 55’ Padilla Bidas 36’                                   | Marcatori        |               |         |                                     |

| Lucerna 4 dicembre 2021, ore 16:00 CET 9ª giornata   | Lucerna   | 0 – 1 referto      | Servette Chênois | Sportanlagen Allmend (100 spett.) |
| \| \| \| \| \| \| Marcatori \| 16’ (aut.) Jackson \| |           |                    |                  |                                   |
|                                                      |           |                    |                  |                                   |
|                                                      | Marcatori | 16’ (aut.) Jackson |                  |                                   |

##### Girone di ritorno
| Carouge 6 febbraio 2022, ore 16:00 CET 10ª giornata           | Servette Chênois | 1 – 1 referto    | Zurigo | Stade de la Fontenette (360 spett.) |
| \| \| \| \| \| Fleury 62’ \| Marcatori \| 54’ (rig.) Moser \| |                  |                  |        |                                     |
|                                                               |                  |                  |        |                                     |
| Fleury 62’                                                    | Marcatori        | 54’ (rig.) Moser |        |                                     |

| Lugano 12 febbraio 2022, ore 16:00 CET 11ª giornata                   | Lugano 1976 | 0 – 3 referto                       | Servette Chênois | Stadio di Cornaredo (50 spett.) |
| \| \| \| \| \| \| Marcatori \| 1’ Fleury 63’ Boho Sayo 89’ Lagonia \| |             |                                     |                  |                                 |
|                                                                       |             |                                     |                  |                                 |
|                                                                       | Marcatori   | 1’ Fleury 63’ Boho Sayo 89’ Lagonia |                  |                                 |

| Carouge 5 marzo 2022, ore 18:00 CET 12ª giornata                      | Servette Chênois | 2 – 1 referto | Young Boys | Stade de la Fontenette (112 spett.) |
| \| \| \| \| \| Schnider 29’ Mendes 35’ \| Marcatori \| 47’ Petkova \| |                  |               |            |                                     |
|                                                                       |                  |               |            |                                     |
| Schnider 29’ Mendes 35’                                               | Marcatori        | 47’ Petkova   |            |                                     |

| Aarau 12 marzo 2022, ore 18:30 CET 13ª giornata                            | Aarau     | 1 – 2 referto               | Servette Chênois | Sportanlage Schachen (180 spett.) |
| \| \| \| \| \| Cortello 57’ \| Marcatori \| 61’ Schneider 73’ Boho Sayo \| |           |                             |                  |                                   |
|                                                                            |           |                             |                  |                                   |
| Cortello 57’                                                               | Marcatori | 61’ Schneider 73’ Boho Sayo |                  |                                   |

| Carouge 19 marzo 2022, ore 18:00 CET 14ª giornata                                                                | Servette Chênois | 6 – 0 referto | Yverdon | Stade de la Fontenette (114 spett.) |
| \| \| \| \| \| Boho Sayo 14’ Lagonia 36’ (rig.), 54’ Maendly 48’ Bourma 78’ (rig.) Fleury 89’ \| Marcatori \| \| |                  |               |         |                                     |
| |                  |               |         |                                     |
| Boho Sayo 14’ Lagonia 36’ (rig.), 54’ Maendly 48’ Bourma 78’ (rig.) Fleury 89’                                   | Marcatori        |               |         |                                     |

| Niederhasli 20 aprile 2022, ore 20:00 CEST 15ª giornata | Grasshopper | 0 – 2 referto    | Servette Chênois | GC/Campus (180 spett.) |
| \| \| \| \| \| \| Marcatori \| 15’, 19’ Maendly \|      |             |                  |                  |                        |
|                                                         |             |                  |                  |                        |
|                                                         | Marcatori   | 15’, 19’ Maendly |                  |                        |

| Châtelaine, Vernier 2 aprile 2022, ore 18:00 CEST 16ª giornata                                             | Servette Chênois | 5 – 0 referto | San Gallo | Stade de Balexert (180 spett.) |
| \| \| \| \| \| Ortiz Cruz 22’ Boho Sayo 25’, 45+1’ Lagonia 36’ (rig.) Padilla Bidas 66’ \| Marcatori \| \| |                  |               |           |                                |
| |                  |               |           |                                |
| Ortiz Cruz 22’ Boho Sayo 25’, 45+1’ Lagonia 36’ (rig.) Padilla Bidas 66’                                   | Marcatori        |               |           |                                |

| Basilea 16 aprile 2022, ore 17:00 CEST 17ª giornata                | Basilea   | 0 – 2 referto                    | Servette Chênois | Sportanlage Nachwuchs-Campus |
| \| \| \| \| \| \| Marcatori \| 4’ Ortiz Cruz 80’ (rig.) Lagonia \| |           |                                  |                  |                              |
|                                                                    |           |                                  |                  |                              |
|                                                                    | Marcatori | 4’ Ortiz Cruz 80’ (rig.) Lagonia |                  |                              |

| Carouge 24 aprile 2022, ore 14:00 CEST 18ª giornata | Servette Chênois | 1 – 0 referto | Lucerna | Stade de la Fontenette (640 spett.) |
| \| \| \| \| \| Ortiz Cruz 30’ \| Marcatori \| \|    |                  |               |         |                                     |
|                                                     |                  |               |         |                                     |
| Ortiz Cruz 30’                                      | Marcatori        |               |         |                                     |

#### Poule scudetto
| Aarau 7 maggio 2022, ore 16:00 CEST Quarti di finale - Andata | Aarau     | 0 – 1 referto | Servette Chênois | Sportanlage Schachen (243 spett.) |
| \| \| \| \| \| \| Marcatori \| 43’ Maendly \|                 |           |               |                  |                                   |
|                                                               |           |               |                  |                                   |
|                                                               | Marcatori | 43’ Maendly   |                  |                                   |

| Carouge 14 maggio 2022, ore 18:00 CEST Quarti di finale - Ritorno               | Servette Chênois | 4 – 0 referto | Aarau | Stade de la Fontenette (180 spett.) |
| \| \| \| \| \| Padilla Bidas 23’, 30’ Peiró Gimenez 82’, 84’ \| Marcatori \| \| |                  |               |       |                                     |
|                                                                                 |                  |               |       |                                     |
| Padilla Bidas 23’, 30’ Peiró Gimenez 82’, 84’                                   | Marcatori        |               |       |                                     |

| Basilea 21 maggio 2022, ore 20:15 CEST Semifinali - Andata | Basilea   | 2 – 0 referto | Servette Chênois | Sportanlagen St. Jakob |
| \| \| \| \| \| Saoud 2’, 14’ \| Marcatori \| \|            |           |               |                  |                        |
|                                                            |           |               |                  |                        |
| Saoud 2’, 14’                                              | Marcatori |               |                  |                        |

| Carouge 28 maggio 2022, ore 20:00 CEST Semifinali - Ritorno | Servette Chênois     | 2 – 0 (d.t.s.) referto                | Basilea | Stade de la Fontenette (1 027 spett.) |
| \| \| \| \| \| Lagonia 23’ Felber 87’ \| Marcatori \| \| \| Lagonia Jade Mendes Pereira Bourma \| Tiri di rigore 6 – 3 \| Kaiser Surdez Rey Bénard Matuschewski \| |                      |                                       |         |                                       |
| |                      |                                       |         |                                       |
| Lagonia 23’ Felber 87’ | Marcatori            |                                       |         |                                       |
| Lagonia Jade Mendes Pereira Bourma | Tiri di rigore 6 – 3 | Kaiser Surdez Rey Bénard Matuschewski |         |                                       |

| Losanna 6 giugno 2022, ore 15:00 CEST Finale | Servette Chênois     | 2 – 2 (d.t.s.) referto                      | Zurigo | Stadio della Tuilière (2 642 spett.) |
| \| \| \| \| \| Schnider 18’ Lagonia 99’ \| Marcatori \| 82’ (rig.) Moser 105+6’ Humm \| \| Lagonia Jade Mendes Padilla Pereira Felber \| Tiri di rigore 4 – 5 \| Vetterlein Stierli Humm Dubs Moser Höbinger \| |                      |                                             |        |                                      |
| |                      |                                             |        |                                      |
| Schnider 18’ Lagonia 99’ | Marcatori            | 82’ (rig.) Moser 105+6’ Humm                |        |                                      |
| Lagonia Jade Mendes Padilla Pereira Felber | Tiri di rigore 4 – 5 | Vetterlein Stierli Humm Dubs Moser Höbinger |        |                                      |

### Coppa Svizzera
| Walperswil 9 ottobre 2021, ore 20:00 CET Sedicesimi di finale                                                         | Walperswil | 0 – 7 referto                                                                       | Servette Chênois | Sportplatz Stockmatt |
| \| \| \| \| \| \| Marcatori \| 30’ Padilla-Bidas 46’ Tamplin 63’, 85’ Peiró Gimenez 65’ Sebayang 69’, 90+2’ Fleury \| |            |                                                                                     |                  |                      |
| |            |                                                                                     |                  |                      |
| | Marcatori  | 30’ Padilla-Bidas 46’ Tamplin 63’, 85’ Peiró Gimenez 65’ Sebayang 69’, 90+2’ Fleury |                  |                      |

| Carouge 6 novembre 2021, ore 16:00 CET Ottavi di finale                                           | Servette Chênois | 4 – 1 referto | Lucerna | Stade de la Fontenette (190 spett.) |
| \| \| \| \| \| Lagonia 12’ Nakkach 13’ Guede Redondo 61’ Bourma 66’ \| Marcatori \| 9’ Jackson \| |                  |               |         |                                     |
|                                                                                                   |                  |               |         |                                     |
| Lagonia 12’ Nakkach 13’ Guede Redondo 61’ Bourma 66’                                              | Marcatori        | 9’ Jackson    |         |                                     |

| Thun 26 febbraio 2022, ore 19:00 CET quarti di finale                                  | Thun      | 0 – 4 referto                                        | Servette Chênois | Stadion Lachen Platz 2 (140 spett.) |
| \| \| \| \| \| \| Marcatori \| 14’, 36’ Maendly 64’ Padilla-Bidas 80’ Guede Redondo \| |           |                                                      |                  |                                     |
|                                                                                        |           |                                                      |                  |                                     |
|                                                                                        | Marcatori | 14’, 36’ Maendly 64’ Padilla-Bidas 80’ Guede Redondo |                  |                                     |

| Niederhasli 26 marzo 2022, ore 19:00 CET Semifinali | Grasshopper          | 1 – 1 (d.t.s.) referto                                              | Servette Chênois | GC/Campus |
| \| \| \| \| \| Cazalla Garcia 54’ \| Marcatori \| 61’ Lagonia \| \| Walker Cazalla Garcia Widmer Tenini Pápai Steinmann Lempérière \| Tiri di rigore 5 – 4 \| Lagonia Fleury Mendes Boho Sayo Pereira Padilla-Bidas Guede Redondo \| |                      |                                                                     |                  |           |
| |                      |                                                                     |                  |           |
| Cazalla Garcia 54’ | Marcatori            | 61’ Lagonia                                                         |                  |           |
| Walker Cazalla Garcia Widmer Tenini Pápai Steinmann Lempérière | Tiri di rigore 5 – 4 | Lagonia Fleury Mendes Boho Sayo Pereira Padilla-Bidas Guede Redondo |                  |           |

### UEFA Women's Champions League

#### Qualificazioni

##### Primo turno
| Arbitro: | González |

|         |           |  |
| Boho 2’ | Marcatori |  |

| Arbitro: | Pejković |

|              |           |  |
| Felber 45+2’ | Marcatori |  |

##### Secondo turno
| Arbitro: | Demetrescu |

|          |           |                |
| Boho 50’ | Marcatori | 66’ Chinchilla |

| Arbitro: | Shukrula |

|                |           |                      |
| Chinchilla 14’ | Marcatori | 42’ Boho 49’ Maendly |

#### Fase a gironi
| Arbitro: | Eleni Antoniou |

|  |           |                                   |
|  | Marcatori | 36’ Caruso 65’ Hurtig 71’ Cernoia |

| Arbitro: | Frida Nielsen |

|                                                 |           |  |
| Huth 18’ Waßmuth 26’, 43’ Janssen 51’ Smits 68’ | Marcatori |  |

| Arbitro: | Iuliana Demetrescu |

|  |           |                                                                |
|  | Marcatori | 8’ Leupolz 16’, 26’ Kirby 18’, 20’ Kerr 38’ Fleming 50’ Reiten |

| Arbitro: | Hristiyana Guteva |

|          |           |  |
| Kerr 67’ | Marcatori |  |

| Arbitro: | Nervik |

|  |           |                                            |
|  | Marcatori | 21’ (aut.) Pereira 84’ Roord 90+3’ Waßmuth |

| Arbitro: | Jelena Cvetković |

|                                                          |           |  |
| Hurtig 12’ Girelli 20’ (rig.), 64’ (rig.) Bonfantini 90’ | Marcatori |  |

## Statistiche

### Statistiche di squadra
| Competizione             | Punti | In casa | In casa | In casa | In casa | In casa | In casa | In trasferta | In trasferta | In trasferta | In trasferta | In trasferta | In trasferta | Totale | Totale | Totale | Totale | Totale | Totale | DR  |
| Competizione             | Punti | G       | V       | N       | P       | Gf      | Gs      | G            | V            | N            | P            | Gf           | Gs           | G      | V      | N      | P      | Gf     | Gs     | DR  |
| ------------------------ | ----- | ------- | ------- | ------- | ------- | ------- | ------- | ------------ | ------------ | ------------ | ------------ | ------------ | ------------ | ------ | ------ | ------ | ------ | ------ | ------ | --- |
| Women's Super League     | 46    | 9       | .       | .       | .       | .       | .       | 9            | .            | .            | .            | .            | .            | 18     | 15     | 1      | 2      | 44     | 9      | +35 |
| Coppa Svizzera           | -     | 1       | 1       | 0       | 0       | 4       | 1       | 3            | 2            | 1            | 0            | 12           | 1            | 4      | 3      | 1      | 0      | 16     | 2      | +14 |
| Women's Champions League | -     | 6       | 2       | 1       | 3       | 3       | 14      | 4            | 1            | 0            | 3            | 2            | 11           | 10     | 3      | 1      | 6      | 5      | 25     | -20 |
| Totale                   | -     | .       | .       | .       | .       | .       | .       | .            | .            | .            | .            | .            | .            | .      | .      | .      | .      | .      | .      | .   |

### Andamento in campionato
| Giornata  | 1 | 2 | 3 | 4 | 5 | 6 | 7 | 8 | 9 | 10 | 11 | 12 | 13 | 14 | 15 | 16 | 17 | 18 |
| --------- | - | - | - | - | - | - | - | - | - | -- | -- | -- | -- | -- | -- | -- | -- | -- |
| Luogo     | T | C | T | C | T | C | T | C | T | C  | T  | C  | T  | C  | T  | C  | T  | C  |
| Risultato | P | V | V | V | V | P | V | V | V | N  | V  | V  | V  | V  | V  | V  | V  | V  |
| Posizione | 6 | 5 | 3 | 3 | 3 | 4 | 4 | 2 | 2 | 3  | 2  | 2  | 2  | 2  | 2  | 2  | 2  | 2  |

Legenda:

Luogo: C = Casa; T = Trasferta. Risultato: V = Vittoria; N = Pareggio; P = Sconfitta.

### Statistiche delle giocatrici
| Giocatore        | Women's Super League | Women's Super League | Women's Super League | Women's Super League | Coppa Svizzera | Coppa Svizzera | Coppa Svizzera | Coppa Svizzera | UEFA Champions League | UEFA Champions League | UEFA Champions League | UEFA Champions League | Totale   | Totale | Totale      | Totale     |
| Giocatore        | Presenze             | Reti                 | Ammonizioni          | Espulsioni           | Presenze       | Reti           | Ammonizioni    | Espulsioni     | Presenze              | Reti                  | Ammonizioni           | Espulsioni            | Presenze | Reti   | Ammonizioni | Espulsioni |
| ---------------- | -------------------- | -------------------- | -------------------- | -------------------- | -------------- | -------------- | -------------- | -------------- | --------------------- | --------------------- | --------------------- | --------------------- | -------- | ------ | ----------- | ---------- |
| J. Boho Sayo     | ?                    | 8                    | ?                    | ?                    | ?              | ?              | ?              | ?              | 10                    | 3                     | 1                     | 0                     | 10+      | 11+    | 1+          | 0+         |
| D. Bourma        | ?                    | 2                    | ?                    | ?                    | ?              | 1              | ?              | ?              | 8                     | 0                     | 0                     | 0                     | 8+       | 3      | 0+          | 0+         |
| G. Čutura        | 0                    | 0                    | 0                    | 0                    | ?              | ?              | ?              | ?              | -                     | -                     | -                     | -                     | 0+       | 0+     | 0+          | 0+         |
| L. Droz          | ?                    | ?                    | ?                    | ?                    | ?              | ?              | ?              | ?              | 0                     | 0                     | 0                     | 0                     | 0+       | 0+     | 0+          | 0+         |
| T. Dumauthioz    | ?                    | ?                    | ?                    | ?                    | ?              | ?              | ?              | ?              | 0                     | 0                     | 0                     | 0                     | 0+       | 0+     | 0+          | 0+         |
| L. Felber        | ?                    | 1                    | ?                    | ?                    | ?              | 0              | ?              | ?              | 8                     | 1                     | 0                     | 0                     | 8+       | 2      | 0+          | 0+         |
| L. Fleury        | ?                    | ?                    | ?                    | ?                    | ?              | ?              | ?              | ?              | 8                     | 0                     | 1                     | 0                     | 8+       | 0+     | 1+          | 0+         |
| A. Grivaz        | ?                    | ?                    | ?                    | ?                    | ?              | ?              | ?              | ?              | 3                     | 0                     | 0                     | 0                     | 3+       | 0+     | 0+          | 0+         |
| T. Hurni         | ?                    | ?                    | ?                    | ?                    | ?              | ?              | ?              | ?              | 7                     | 0                     | 1                     | 0                     | 7+       | 0+     | 1+          | 0+         |
| F. Keizer        | ?                    | ?                    | ?                    | ?                    | ?              | ?              | ?              | ?              | 0                     | 0                     | 0                     | 0                     | 0+       | 0+     | 0+          | 0+         |
| A. Lagonia       | ?                    | 6                    | ?                    | ?                    | ?              | 2              | ?              | ?              | 8                     | 0                     | 0                     | 0                     | 8+       | 8      | 0+          | 0+         |
| S. Maendly       | ?                    | 6                    | ?                    | ?                    | ?              | 2              | ?              | ?              | 9                     | 1                     | 4                     | 0                     | 9+       | 9      | 4+          | 0+         |
| M. Mendes        | ?                    | 2                    | ?                    | ?                    | ?              | 0              | ?              | ?              | 9                     | 0                     | 0                     | 0                     | 9+       | 2      | 0+          | 0+         |
| É. Nakkach       | ?                    | ?                    | ?                    | ?                    | ?              | ?              | ?              | ?              | 9                     | 0                     | 0                     | 0                     | 9+       | 0+     | 0+          | 0+         |
| M. Ortiz Cruz    | ?                    | 3                    | ?                    | ?                    | ?              | 2              | ?              | ?              | -                     | -                     | -                     | -                     | 0+       | 5      | 0+          | 0+         |
| N. Padilla       | ?                    | ?                    | ?                    | ?                    | ?              | ?              | ?              | ?              | 9                     | 0                     | 0                     | 0                     | 9+       | 0+     | 0+          | 0+         |
| M. Peiró Giménez | ?                    | ?                    | ?                    | ?                    | ?              | ?              | ?              | ?              | 7                     | 0                     | 1                     | 0                     | 7+       | 0+     | 1+          | 0+         |
| I. Pereira       | ?                    | ?                    | ?                    | ?                    | ?              | ?              | ?              | ?              | 10                    | -25                   | 2                     | 0                     | 10+      | -25+   | 2+          | 0+         |
| I.G. Redondo     | ?                    | ?                    | ?                    | ?                    | ?              | ?              | ?              | ?              | 5                     | 0                     | 1                     | 0                     | 5+       | 0+     | 1+          | 0+         |
| I. Saoud         | ?                    | 3                    | ?                    | ?                    | ?              | 0              | ?              | ?              | -                     | -                     | -                     | -                     | 0+       | 3      | 0+          | 0+         |
| M. Schnider      | ?                    | 2                    | ?                    | ?                    | ?              | 1              | ?              | ?              | -                     | -                     | -                     | -                     | 0+       | 3      | 0+          | 0+         |
| I. Sebayang      | ?                    | ?                    | ?                    | ?                    | ?              | ?              | ?              | ?              | 5                     | 0                     | 0                     | 0                     | 5+       | 0+     | 0+          | 0+         |
| P. Serrano       | ?                    | ?                    | ?                    | ?                    | ?              | ?              | ?              | ?              | 5                     | 0                     | 1                     | 0                     | 5+       | 0+     | 1+          | 0+         |
| A. Soulard       | ?                    | ?                    | ?                    | ?                    | ?              | ?              | ?              | ?              | 9                     | 0                     | 2                     | 1                     | 9+       | 0+     | 2+          | 1+         |
| N. Spälti        | ?                    | ?                    | ?                    | ?                    | ?              | ?              | ?              | ?              | 7                     | 0                     | 0                     | 0                     | 7+       | 0+     | 0+          | 0+         |
| T. Tamplin       | ?                    | ?                    | ?                    | ?                    | ?              | ?              | ?              | ?              | 7                     | 0                     | 0                     | 0                     | 7+       | 0+     | 0+          | 0+         |
| L. Tufo          | ?                    | 1                    | ?                    | ?                    | ?              | 0              | ?              | ?              | 5                     | 0                     | 0                     | 0                     | 5+       | 1      | 0+          | 0+         |